# Coleobonzia clava
Coleobonzia clava är en spindeldjursart som beskrevs av Den Heyer och Castro 2008. Coleobonzia clava ingår i släktet Coleobonzia och familjen Cunaxidae. Inga underarter finns listade i Catalogue of Life.